# Guilherme Bernstein

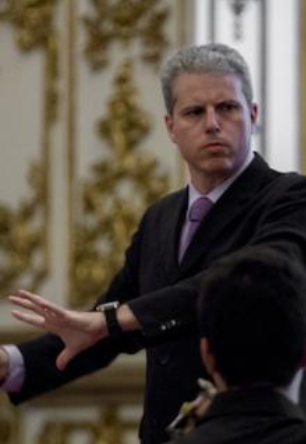
Maestro Guilherme Bernstein

Guilherme Bernstein Seixas (Rio de Janeiro, 1968) é maestro, compositor, professor de regência orquestral e regente da Orquestra Sinfônica da UNIRIO.
Dois anos após concluir o curso de Regência pela Universidade Federal do Rio de Janeiro - UFRJ, em 1995 obtém o Artist Diploma pela Hart School of Music - Universidade de Hartford, nos Estados Unidos. No ano seguinte, de volta ao Brasil, destaca-se como o único premiado no 3º Concurso Latino-Americano de Regência Orquestral da USP.
Em 1999 inicia suas atividades como Diretor Artístico da Academia Brasileira de Música, função na qual permanece até 2008. Durante esse período, cria a série Música de Câmara da Academia Brasileira de Letras, da qual foi diretor artístico por nove temporadas.
Em 2001, conclui o Mestrado com dissertação sobre os Choros nº 6 de Villa-Lobos, e conquista o prêmio de Melhor Composição para Cordas, segundo o júri popular da XIV Bienal de Música Brasileira Contemporânea. Em 2007, conclui o Doutorado pela UNIRIO com a tese "Procedimentos composicionais nos Choros Orquestrais de Villa-Lobos".
Desde 2004 atua como professor de Regência Orquestral e Regente da Orquestra Sinfônica da UNIRIO. Após seu primeiro concerto com a orquestra, foi convidado a apresentar-se nas principais salas de concerto do Rio de Janeiro e diversas cidades do país, participando também de gravações na TV Educativa.
Como regente convidado, tem atuado em diversos conjuntos como a Orquestra Sinfônica Nacional da UFF, Orquestra Sinfônica Brasileira, Orquestra Sinfônica de Porto Alegre, Orquestra Sinfônica do Recife, Orquestra Sinfônica de Goiânia, Orquestra Sinfônica da Universidade de São Paulo – OSUSP, Orquestra Experimental de Repertório – SP, entre outras, e também na Europa, Rússia e Israel. Em Tel-Aviv, acompanhou solistas da Filarmônica de Berlim à frente da orquestra Solistas da Filarmônica de Israel. Com a Orquestra de Teatro, Ópera e Balé do Conservatório de São Petersburgo (Rússia) realizou o concerto de abertura do III Festival de Cultura Ibero-Americana na Rússia. À frente da Orquestra Sinfônica de Barra Mansa, levou esta jovem orquestra a apresentar um repertório desafiador às melhores salas de cidades como Rio de Janeiro, São Paulo, vale do rio Paraíba, Festival de Olinda (M.I.M.O.) e Argentina, e a receber convidados como Peter Marsh, Luiz de Moura Castro, Tina Guo, Lars Hoefs, Eliane Coelho, Alastair Willis e Isaak Karabtchevsky. Foi também regente da Orquestra Sinfônica do Theatro Municipal do Rio de Janeiro na temporada de 2007.
Suas composições, entre música de câmara, vocal e orquestral, têm sido ouvidas, entre outros lugares, na Academia Brasileira de Letras, Sala Cecília Meireles, Centro Cultural Banco do Brasil, no Rio de Janeiro; em Curitiba e Belo Horizonte, além de Estados Unidos, Rússia, Europa e America Latina. Sua Serenata para Cordas e seu Concerto para Piano, dedicado à pianista Licia Lucas, vêem sendo repetidas vezes apresentados no exterior e a Serenata de Inverno teve sua estreia na Alemanha.

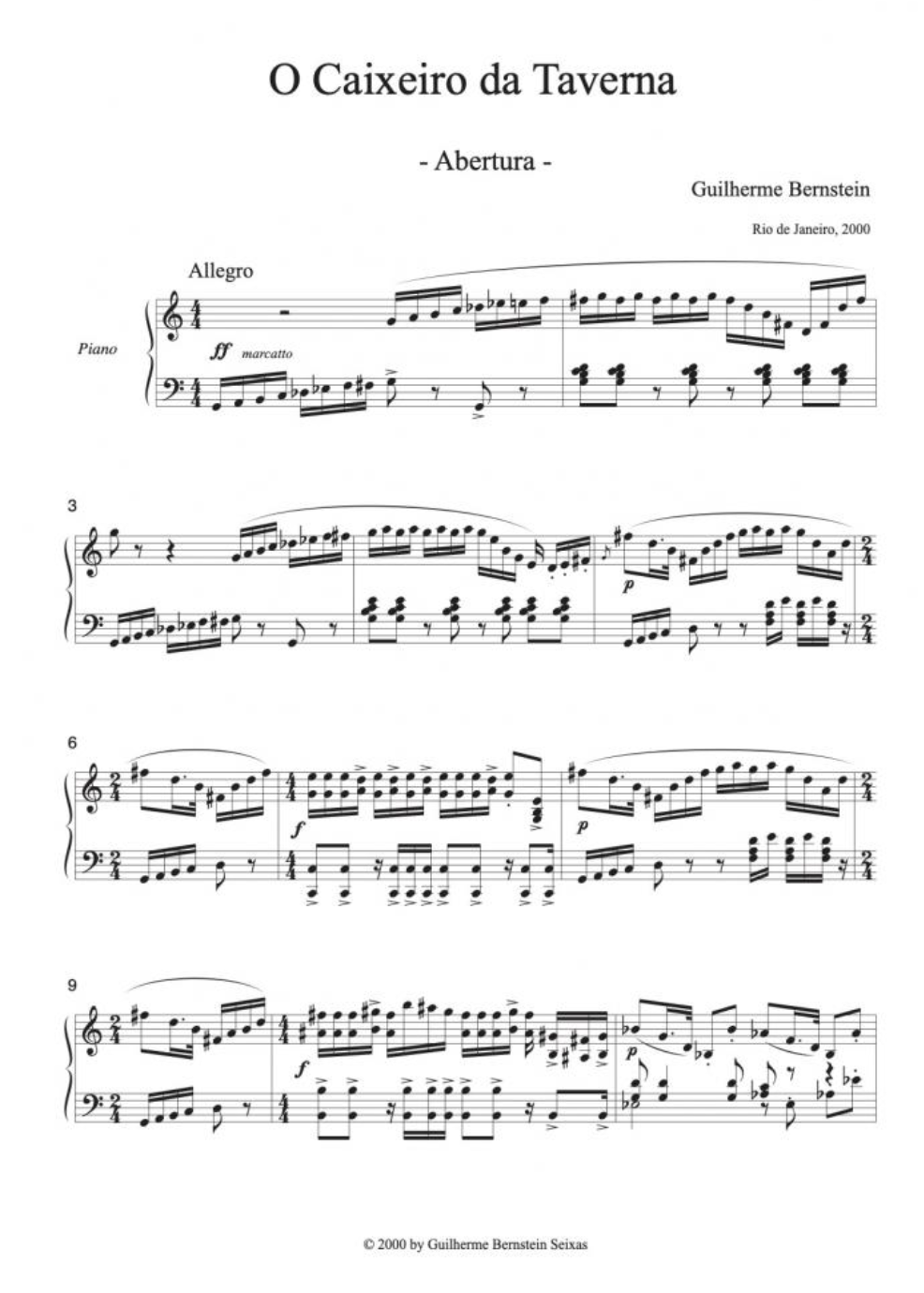
O caixeiro da taverna (ópera) - 1a página. Partitura completa disponível no portal [https://musicabrasilis.org.br/partituras/guilherme-bernstein-o-caixeiro-da-taverna Musica Brasilis

Compôs para teatro e cinema (trilha sonora para o filme “O Outro Lado da Rua”, estrelado por Fernanda Montenegro e Raul Cortez, premiado como Melhor Filme C.I.C.A.E Panorama do Festival de Berlim, 2004; Melhor Trilha Sonora, Festival de Natal 2006). Sua ópera cômica O Caixeiro da Taverna, já em sua segunda produção, quando estreada no Theatro São Pedro - SP foi descrita pelo jornalista Lauro Machado Coelho como “a revelação de um nome promissor” e a estreia de seu Concerto para Piano em Miami, pela Symphony of the Americas, levou a pianista Licia Lucas, a quem a obra é dedicada, a voltar ao palco cinco vezes sob ovação do público.
Em 2015 publica seu livro "Sobre poética e forma em Villa-Lobos: primitivismo e estrutura nos Choros Orquestrais", pela editora Prismas, com lançamento na Academia Brasileira de Música e apresentação especial no programa Arte Clube da EBC - Empresa Brasil de Comunicações.

## Obras
Dentre seu vasto repertório, podem ser destacadas as seguintes obras:
- Sonata n.1 (1989) - Piano
- Duas Canções (1990) - Coro
- Lagoa (1991) - Coro, Orquestra
- Canções Provençais (1991) - Coro
- Noturnos Tropicais n.1 (1992) - Piano
- Sonata n.2 (1992) - Piano
- Sinfonia n.1 (1994) - Orquestra
- Sonata para violino e piano (1995)
- Jobiniana (1995) - Violoncelo, Piano
- Ave Maria (1996) - Coro, Piano
- Serenata (1997) - Orquestra de cordas
- O Caixeiro da Taverna - Ópera (1998) - Vozes, Orquestra de câmara
- Sonata n.3 (1998) - Piano
- Variações Sinfônicas (1998) - Orquestra
- Noite de São João (1999) - Voz, Violino, Violoncelo, Piano
- O Centauro no Jardim (1999) - Viola, Piano
- Sonatina para fagote solo (1999)
- Concerto para piano n.1 (2003) - Piano, Orquestra
- Definição de Poesia (2004) - Orquestra de cordas
- Choros (2005) - Piano
- Sonata n.4 (2005) - Piano
- Rumo à Olinda (2011) - Quarteto de cordas
- 3 Cenas (2012) - Orquestra de cordas
- Forrozim (2013) - Orquestra
- Serafim e o lugar em que não se morre - Opereta (2014) - Voz, Piano
- Máscaras - Ópera (2019) - Voz, Orquestra